# Wereldkampioenschappen schoonspringen 2023 – driemeterplank synchroon gemengd
Het synchroonspringen vanaf de driemeterplank voor gemengde duo's tijdens de wereldkampioenschappen schoonspringen 2023 vond plaats op 22 juli 2023 in het Prefecturale zwembad van Fukuoka in Fukuoka.

## Uitslag
| Rang   | Land             | Namen                               | Punten       |
| ------ | ---------------- | ----------------------------------- | ------------ |
| Goud   | China            | Zhu Zifeng Lin Shan                 | 326,10       |
| Zilver | Australië        | Domonic Bedggood Maddison Keeney    | 307,38       |
| Brons  | Italië           | Matteo Santoro Chiara Pellacani     | 294,12       |
| 4      | Zuid-Korea       | Yi Jaeg-yeong Kim Su-ji             | 281,46       |
| 5      | Zweden           | Elias Petersen Emilia Nilsson Garip | 276,60       |
| 6      | Mexico           | Jahir Ocampo Aranza Vázquez         | 273,90       |
| 7      | Duitsland        | Alexander Lube Jana Rother          | 270,45       |
| 8      | Verenigde Staten | Jack Ryan Krysta Palmer             | 263,88       |
| 9      | Egypte           | Mohamed Farouk Maha Eissa           | 256,08       |
| 10     | Polen            | Andrzej Rzeszutek Kaja Skrzek       | 255,15       |
| 11     | Venezuela        | Jesús González Elizabeth Pérez      | 248,10       |
| 12     | Spanje           | Carlos Camacho Rocío Velázquez      | 245,88       |
| 13     | Nieuw-Zeeland    | Frazer Tavener Maggie Squire        | 241,50       |
| 14     | Brazilië         | Rafael Max Anna Santos              | 239,40       |
| 15     | Ierland          | Jake Passmore Clare Cryan           | 237,18       |
| 16     | Macau            | He Heung Wing Choi Sut Kuan         | 184,02       |
| –      | Canada           | Bryden Hattie Pamela Ware           | Niet gestart |